# Кабатченко, Владимир Владимирович
Владимир Владимирович Кабатченко (род. 28 марта 1904; Ставрополь, Российская империя — 1981; Москва, РСФСР, СССР) — советский актёр театра и кино. Заслуженный артист РСФСР (1954). 

## Биография
Родился 28 марта 1904 года в Смоленске Российской империи в семье отца, который трудился конторщиком и матери, которая являлась домашней хозяйкой.
Учился в 1-й ставропольской гимназии, затем после её упразднения в 6-й советской школе II ступени. Позже перешёл на вечернее отделение школы для того, что бы заниматься подработками для помощи своей матери. Работал в различных сферах деятельности и интересовался театральным искусством, это и повлияло в своё время организовать впервые при клубе драматический кружок. В постановках данного кружка сам Кабатченко выходил на сцену, делая первые шаги. 
Учился в ГИТИСе на первом курсе актёрского факультета у А. П. Петровского и Б. М. Сушкевича. В 1926 году успешно окончил институт. 
Служил многим советским театрам, снимался в кино, занимался педагогической деятельностью.
Ушёл из жизни в 1981 году в Москве. Похоронен на Невзоровском кладбище, уч. 17.

### Личная жизнь
- Жена — Ирина Прокофьевна Гошева (1911–1988), артистка. В 1935 году у пары появилась дочь Елена. Во время знакомства с Гошевой, актёр уже был женат и имел собственного сына, но у них с Гошевой завязались романтические отношения, после чего Кабатченко решил оставить свою семью ради Ирины, с которой позже сыграли свадьбу[1].
- Спустя время, Гошевой пришло приглашение лично от В. И. Немировича-Данченко в труппу Художественного театра и она отправилась в Москву, а Кабатченко остался в Ленинграде, продолжать служить театру (театрам). Устав от разлуки, спустя около года уехал также в Москву, что бы воссоединиться со своей семьёй[1].
- О предыдущих отношениях до Гошевой информации нет, в том числе о мальчике и на ком был женат тогда сам Кабатченко[1].

## Фильмография
- 1937 — Соловей — Тивун
- 1938 — Враги — Синцов
- 1941 — Первая конная — Семён Константинович Тимошенко
- 1949 — Падение Берлина — Стениус
- 1952 — Садко — купец
- 1960 — Разноцветные камешки — профессор
- 1964 — Лёгкая жизнь — тамада в ресторане
- 1967 — Татьянин день — начальник юнкерского училища
- 1969 — Эгмонт — Макьявель
- 1973 — Таланты и поклонники — эпизод

## Звания и награды
- Заслуженный артист РСФСР (8 июля 1954)[2].